# Klemens Unger
Klemens Unger (* 3. Mai 1954 in Regensburg) ist ein deutscher Kulturpolitiker und Autor. Er war von 1999 bis 2019 Kulturreferent und berufsmäßiger Stadtrat in Regensburg.

## Leben
Unger studierte von 1975 bis 1978 an den Universitäten Regensburg und München Kunstgeschichte und Erziehungswissenschaften, ohne diese abzuschließen. Nach dem Tod seines Vaters übernahm er das Familienunternehmen und schloss den Handelsfachwirt ab. 1980 absolvierte er die Prüfung zum Tourismuskaufmann. Bis 1984 war er Direktionsassistent im Tourismusverband Ostbayern, ab 1. Mai 1984 Geschäftsführer. 1986 prägte er Begriff und Konzept des Kulturtourismus in Deutschland. 1997 gründete Unger die Ostbayern Tourismus Marketing GmbH und war deren Geschäftsführer bis 1999. 
Von 1999 bis 2019 war er Kulturreferent und berufsmäßiger Stadtrat in Regensburg. An den Universitäten Regensburg und Hagen war er Lehrbeauftragter.

## Aktivitäten als Kulturreferent (Auswahl)
- 1999–2019 Jahresthemen (Mottos) als Leitfaden der Kulturarbeit
- 2001 und 2019 Domilluminationen
- 2006 Regensburg und Stadtamhof werden in die UNESCO Welterbe-Liste aufgenommen
- 2009 wurde auf seine Initiative im Pylonentor eine Inschrift angebracht,[2] die vielfach kritisiert[3][4] und 2022 wieder entfernt wurde.[2]
- 2014 „Haus der Musik“ im einstigen Präsidialpalais am Bismarckplatz[5]
- 2015 Kulturentwicklungsplan für die Stadt Regensburg[6]
- 2017 Sanierung der Porta praetoria (Regensburg)
- 2017 Musikalische Prachtfeuerwerke an der Walhalla
- 2019 Nach erfolgreicher Bewerbung Regensburgs: Eröffnung des Hauses der Bayerischen Geschichte
- 2019 Planung und Konzept eines zentralen Archiv- und Depotgebäudes für Stadt und Diözese

## Ehrenämter und Mitgliedschaften
- Arbeitsgemeinschaft Straße der Kaiser und Könige, seit 1989
- Welterbekulturfonds – Die Förderer / Regensburg[7]
- Vorstandsvorsitzender Kunstforum Ostdeutsche Galerie (von 1999 bis 2007)
- Kulturausschuss des Bayerischen Städtetags (bis 2019)
- Kunst- und Gewerbeverein Regensburg
- Beirat im Haus der Bayerischen Geschichte[8]

## Ehrungen
- 1980 Willy Scharnow-Stiftung für Touristik
- 1994 Wolfgangs-Medaille, Bistum Regensburg
- 1998 Staatsmedaille in Silber der Bayerischen Staatsregierung
- 2000 Ehrenkreuz des Vatikans Pro Ecclesia et Pontifice
- 2008 Goldenes Ehrenzeichen und 2016 Großes Ehrenzeichen für Verdienste um die Republik Österreich[9]
- 2013 Bürgermedaille Aldersbach
- 2019 Ehrenmitglied im Tourismusverband Ostbayern e.V. Regensburg
- 2019 Ehrenurkunde der Stadt Brixen, Südtirol

## Veröffentlichungen (Auswahl)
- 300 Jahre Asam-Barock in Ostbayern. Regensburg 1987
- Der Gläserne Wald. Regensburg 1989
- Mittelalter in Ostbayern. Zeitschrift, Regensburg ab 1989
- Bayerischer Wald: Ein farbiges Panorama von Europas großer Waldlandschaft. Morsak-Verlag, Grafenau 1991
- Bauernjahr´92 in Ostbayern. Aufsatz, Regensburg 1992
- Kultur in Ostbayern, Schriftenreihe Band 1–7, Regensburg 1997–2000
- Kulturführer Regensburg, Schriftenreihe Band 1–25, Regensburg 2002–2019
- Brücken bauen mit Kultur - Stavět mosty prostřednictvím kultury, Kulturreferat der Stadt Regensburg 2016
- Regensburger Kulturleben, Schriftenreihe Band 1–5. Schnell & Steiner, Regensburg
- Drei wegbereitende Frauen des Barock, Welterbe Kulturfonds Regensburg. Pustet, Regensburg 2023. ISBN 978-3-7917-3470-5